# Dekanat tomaszowski (archidiecezja łódzka)
Dekanat tomaszowski wchodzi w skład archidiecezji łódzkiej.
Siedzibą dekanatu jest Tomaszów Mazowiecki. Dziekanem jest ks. Zygmunt Nitecki, proboszcz parafii pw. Najświętszej Maryi Panny Królowej Polski. Wicedziekanem jest ks. Jan Cholewa (parafia pw. Św. Jadwigi Królowej). W skład dekanatu wchodzi 7 parafii.
- Tomaszów Mazowiecki, parafia św. Antoniego Padewskiego, św. Stanisława Biskupa i Męczennika oraz Matki Boskiej Różańcowej
- Tomaszów Mazowiecki, parafia św. Jadwigi Królowej
- Tomaszów Mazowiecki, parafia pw. Najświętszego Serca Jezusowego
- Tomaszów Mazowiecki, parafia Najświętszej Maryi Panny Królowej Polski
- Tomaszów Mazowiecki, parafia Świętej Rodziny
- Ujazd, parafia św. Wojciecha
- Chorzęcin, parafia Świętej Małgorzaty Dziewicy i Męczennicy[2]